# Syphon Filter 3
Syphon Filter 3 — видеоигра в жанре стелс-экшен, разработанная для PlayStation. Разработчиком игры является компания SCE Bend Studio, издателем выступила Sony Computer Entertainment. Релиз игры в Северной Америке состоялся 5 ноября 2001 года.

## Сюжет
Сюжет это комбинация приквела и сиквела. Приквел — нам предоставляют историю знакомства основных персонажей, сиквел — предоставляется концовка существования Агентства. Всё это подаётся как свидетельские показания и воспоминания главных героев игры.
В то время как Габриэль Логан и Лиан Син стоят у могилы Терезы Липан, госсекретарь Винсент Хэдден отменяет операцию по захвату Логана и Син, заявив что у него другие планы насчёт Логана, он хочет обвинить его во время слушания в Конгрессе.
В первом воспоминании Син привезла Логана в отель в Токио для убийства китайского генерала Ши Хао, члена Японской Красной Армии (JRA). Красноармейцы Японии проникли в отель и взяли дочь японского чиновника в заложники. Логан противостоит им и спасает заложницу. Он узнаёт, что в конгрессе США на них завели дело.
Логан рассказывает о своей операции 1999 года с Син и Бентоном в Коста-Рике (события, предшествующие началу первой игры). Они находят Эллиса уже убитым. Логан добывает образцы растений и уничтожает вертолёт Ромера, в то время как Син изучает, что группировка Ромера здесь выращивала. Логан преследует Ромера, не подчиняясь приказу Бентона о перегруппировке. Логан использует внедорожник для того, чтобы успеть запрыгнуть на самолёт Ромера. Логан берёт под контроль управление самолётом, стреляет в Ромера (одетого в броню как Ченс в SF2) и выталкивает его из грузовой части самолёта. Ромер раскрывает парашют и спасается.
Следующие свидетельские показания даёт Муджари. Муджари объясняет, как он впервые столкнулся с Агентством и вирусом Syphon Filter. В 1984 г. Муджари работал на Африканский Национальный Совет, он должен был освободить репрессированных Африканцев в Южной Африке. Но, проникнув в горные туннели, он узнаёт, что его действия по спасению оказались напрасными. Он забирает образцы из Южной Африки, и Вайсингер, которая работает на Всемирную Организацию Здравоохранения.
Когда приходит очередь Лиан давать показания, она подробно рассказывает о своей первой встрече с Гейбом во время войны в Афганистане и о своей роли в операции в Коста-Рике. Тем временем Гейб вместе с агентом МИ-6 Мэгги Пауэрс отправляется в Ирландию, чтобы уничтожить партию Сайфон Фильтра, перевозящуюся для тесторования на полигон в Австралии. На борту грузового корабля SS Lorelei Гейб закладывает несколько взрывчатых веществ. Гэйб и Мэгги зачищают доки Дублина от боевиков ИРА, которые хотели найти контейнеры с Сайфон Фильтром. После уничтожения нескольких транспортных грузовиков Гейб обнаруживает крота в МИ-6, Найджела Каммингса, который помогает террористам. Он убивает Найджела и захватывает последний вирусный транспорт в доках. Корабль же был взорван уже во время рейса в открытом море.

## Изменения по сравнению со 2-й частью игры
- Самое заметное — это мини-игры и множество мелких дополнений и исправлений.
- Теперь сюжет развивается и состоит как из миссий происходящих в настоящем, так и миссий происходивших в прошлом. Вторая миссия в джунглях — это миссия которую можно увидеть в заставке первой части (Ромер и Арамова ликвидируют Эллиса, а Гейб и Лиан обнаруживают его).
- Сюжет и общий антураж игры изменились. Заставки были отрендерены отдельно для невыпущенной версии Syphon Filter Online для PlayStation 2 и их качество заметно повысилось, изменилась внешность Гейба. В целом, отличие о первых частей — миссии стали более скучными. Из оригинальных только миссия в самолёте (нужно вытолкнуть Эрика Ромера через открытый задний отсек самолёта).
- Графически игра не изменилась.
- Добавлены новые виды оружия, и функции этого оружия. Например, появились винтовки, которые обзавелись рентгеновским прицелом (можно смотреть сквозь стену и стрелять).
- Улучшена система искусственного интеллекта. Теперь противники слышат шаги немного реалистичней, появились уровни с постоянным респауном врагов (миссия на Коста-Рике, миссия за Лиан в Кабуле, миссия за Гейба в Афганистане — остановить советский танк). Теперь враги получили возможность реагировать на действия игрока, и выбирать прятаться или сражаться с игроком.
- Из игры практически полностью были убраны стелс-миссии, теперь стелс-элементы появляются в некоторых местах (миссия за Лиан по освобождению аборигенов — стелс обязателен до устранения двух офицеров на другом конце уровня). В других случаях стелс не обязателен, но приветствуется.

## Оценки
| Сводный рейтинг | Сводный рейтинг |
| Агрегатор       | Оценка          |
| --------------- | --------------- |
| GameRankings    | 74,61 %         |